# Scathophaga arrogans
Scathophaga arrogans är en tvåvingeart som först beskrevs av Alexander Henry Haliday 1832.  Scathophaga arrogans ingår i släktet Scathophaga och familjen kolvflugor.
Artens utbredningsområde är Storbritannien. Inga underarter finns listade i Catalogue of Life.